# Jun Matsumoto (político)

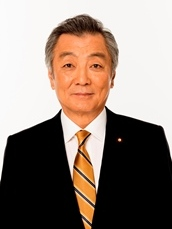
Foto del político japonés Jun Matsumoto

Jun Matsumoto (松本 純 Matsumoto Jun?) (11 de agosto de 1950) es un político japonés del Partido Liberal Democrático, un miembro de la Cámara de Representantes en la Dieta (legislador nacional). Un nativo de Yokohama, Kanagawa y graduado de la Tokyo University of Pharmacy and Life Sciences, trabajó en la compañía farmacéutica company SSP Co., Ltd. de 1974 a 1978 y luego en la farmacia llamada 松本 薬 局 (Matsumoto Yakkoku?) desde 1978 hasta 2003. Mientras tanto, fue elegido para la primera de sus tres términos en la asamblea de Yokohama en 1990, y luego a la Cámara de Representantes por primera vez en 1996.